# Stipagrostis
Genre
Classification phylogénétique
Stipagrostis est un genre de plantes monocotylédones de la famille des  Poaceae (graminées), sous-famille des  Aristidoideae, originaire d'Afrique et d'Asie.

## Liste des espèces, sous-espèces et variétés
Selon World Checklist of Selected Plant Families (WCSP) (15 juillet 2016) :
- Stipagrostis acutiflora (Trin. & Rupr.) De Winter (1963)
- Stipagrostis amabilis (Schweick.) De Winter (1963)
- Stipagrostis anomala De Winter (1963)
- Stipagrostis arachnoidea (Litv.) De Winter (1963)
- Stipagrostis brachyathera (Coss. & Balansa) De Winter (1963)
- Stipagrostis brevifolia (Nees) De Winter (1963)
- Stipagrostis ciliata (Desf.) De Winter (1963)
  - variété Stipagrostis ciliata var. capensis (Trin. & Rupr.) De Winter (1963)
  - variété Stipagrostis ciliata var. ciliata
- Stipagrostis damarensis (Mez) De Winter (1963)
- Stipagrostis dhofariensis Cope (1992)
- Stipagrostis dinteri (Hack.) De Winter (1963)
- Stipagrostis drarii (Täckh.) De Winter (1963)
- Stipagrostis dregeana Nees (1841)
- Stipagrostis fastigiata (Hack.) De Winter (1963)
- Stipagrostis foexiana (Maire & Wilczek) De Winter (1963)
- Stipagrostis garubensis (Pilg.) De Winter (1963)
- Stipagrostis geminifolia Nees (1841)
- Stipagrostis giessii Kers (1971)
- Stipagrostis gonatostachys (Pilg.) De Winter (1963)
- Stipagrostis grandiglumis (Roshev.) Tzvelev (1976)
- Stipagrostis griffithii (Henrard) De Winter (1963)
- Stipagrostis hermannii (Mez) De Winter (1963)
- Stipagrostis hirtigluma (Steud. ex Trin. & Rupr.) De Winter (1963)
  - variété Stipagrostis hirtigluma var. hirtigluma
  - variété Stipagrostis hirtigluma var. patula (Hack.) De Winter (1963)
  - variété Stipagrostis hirtigluma var. pearsonii (Henrard) De Winter (1963)
- Stipagrostis hochstetteriana (Beck ex Hack.) De Winter (1963)
  - variété Stipagrostis hochstetteriana var. hochstetteriana
  - variété Stipagrostis hochstetteriana var. secalina (Henrard) De Winter (1963)
- Stipagrostis karelinii (Trin. & Rupr.) H.Scholz (1970)
- Stipagrostis lanata (Forssk.) De Winter (1963)
- Stipagrostis lanipes (Mez) De Winter (1963)
- Stipagrostis libyca (H.Scholz) H.Scholz (1969)
  - sous-espèce Stipagrostis libyca subsp. darfurensis H.Scholz (2000)
  - sous-espèce Stipagrostis libyca subsp. libyca
- Stipagrostis lutescens (Nees) De Winter (1963)
  - variété Stipagrostis lutescens var. lutescens
  - variété Stipagrostis lutescens var. marlothii (Hack.) De Winter (1963)
- Stipagrostis masirahensis H.Scholz (1983)
- Stipagrostis multinerva H.Scholz (1969)
- Stipagrostis namaquensis (Nees) De Winter (1963)
- Stipagrostis namibensis De Winter (1964)
- Stipagrostis obtusa (Delile) Nees (1832)
- Stipagrostis paradisea (Edgew.) De Winter (1963)
- Stipagrostis pellytronis De Winter (1990)
- Stipagrostis pennata (Trin.) De Winter (1963)
- Stipagrostis plumosa (L.) Munro ex T.Anderson, J. Proc. Linn. Soc. (1860)
- Stipagrostis prodigiosa (Welw.) De Winter (1963)
- Stipagrostis proxima (Steud.) De Winter (1963)
- Stipagrostis pungens (Desf.) De Winter (1963)
- Stipagrostis raddiana (Savi) De Winter (1963)
- Stipagrostis ramulosa De Winter (1964)
- Stipagrostis rigidifolia H.Scholz (1971)
- Stipagrostis sabulicola (Pilg.) De Winter (1963)
- Stipagrostis sahelica (Trab.) De Winter (1963)
- Stipagrostis schaeferi (Mez) De Winter (1963)
- Stipagrostis scoparia (Trin. & Rupr.) De Winter (1963)
- Stipagrostis seelyae De Winter (1990)
- Stipagrostis shawii (H.Scholz) H.Scholz (1969)
- Stipagrostis sokotrana (Vierh.) De Winter (1963)
- Stipagrostis subacaulis (Nees) De Winter (1963)
- Stipagrostis uniplumis (Licht.) De Winter (1963)
  - variété Stipagrostis uniplumis var. intermedia (Schweick.) De Winter (1964)
  - variété Stipagrostis uniplumis var. neesii (Trin. & Rupr.) De Winter (1963)
  - variété Stipagrostis uniplumis var. uniplumis
- Stipagrostis vexillifeta Kers (1971)
- Stipagrostis vulnerans (Trin. & Rupr.) De Winter (1963) (présent au Maroc, en Libye, et en Égypte)
- Stipagrostis xylosa Cope (1992)
- Stipagrostis zeyheri (Nees) De Winter (1963)
  - sous-espèce Stipagrostis zeyheri subsp. barbata (Stapf) De Winter (1963)
  - sous-espèce Stipagrostis zeyheri subsp. macropus (Nees) De Winter (1963)
  - sous-espèce Stipagrostis zeyheri subsp. sericans (Hack.) De Winter (1963)
  - sous-espèce Stipagrostis zeyheri subsp. zeyheri